# 北王里镇
北王里镇，是中华人民共和国河北省石家庄市赵县下辖的一个乡镇级行政单位。

## 行政区划
北王里镇下辖以下地区：
沟岸村、何庄村、贾吕村、西王家庄村、付家庄村、吴贾村、南王里村、北王里村、康贾村、马平村、西张家庄村、东章吕村、西章吕村、永兴庄村、后田村、前田村、后营村、前营村、换马营村、大琉璃村、小琉璃村、马村、西正村、烟家宅村、轮城庄村、南轮城村和黄市村。